# Trofeo Playa de Palma-Palma 2019
La 28.ª edición de la clásica ciclista Trofeo Playa de Palma-Palma fue una carrera en España que se celebró el 3 de febrero de 2019 sobre un recorrido de 159,6 km en la isla baleares de Mallorca. La carrera formó parte del cuarto trofeo de la Challenge Ciclista a Mallorca 2019.
La carrera formó parte del UCI Europe Tour 2019, dentro de la categoría UCI 1.1. El vencedor fue el alemán Marcel Kittel del Katusha-Alpecin seguido del belga Timothy Dupont del Wanty-Gobert y el francés Hugo Hofstetter del Cofidis, Solutions Crédits.

## Equipos participantes
Tomaron parte en la carrera 24 equipos: 6 de categoría UCI WorldTeam; 10 de categoría Profesional Continental; 7 de categoría Continental y la selección nacional de España. Formando así un pelotón de 168 ciclistas de los que acabaron 146. Los equipos participantes fueron:
| WorldTeams (6)- Movistar Team - Lotto Soudal - Bora-hansgrohe - Trek-Segafredo - Katusha-Alpecin - UAE Team Emirates Equipos continentales profesionales (10)- Caja Rural-Seguros RGA - Cofidis, Solutions Crédits - Euskadi Basque Country-Murias - Sport Vlaanderen-Baloise - Direct Énergie - Arkéa-Samsic - Israel Cycling Academy - Wanty-Groupe Gobert - Roompot-Charles - Rally UHC Cycling |
| |

## Clasificación final
- Las clasificaciones finalizaron de la siguiente forma:[3]

| \| Clasificación general \| Clasificación general \| Clasificación general \| Clasificación general \| Clasificación general \| \| Ciclista \| Ciclista \| Equipo \| Tiempo \| \| \| --------------------- \| --------------------- \| -------------------------- \| --------------------- \| --------------------- \| \| 1.º \| Marcel Kittel \| Katusha-Alpecin \| 3 h 45 min 23 s \| \| \| 2.º \| Timothy Dupont \| Wanty-Gobert \| + 0 s \| \| \| 3.º \| Hugo Hofstetter \| Cofidis, Solutions Crédits \| + 0 s \| \| \| 4.º \| Christophe Noppe \| Sport Vlaanderen-Baloise \| + 0 s \| \| \| 5.º \| André Greipel \| Arkéa-Samsic \| + 0 s \| \| \| 6.º \| Rüdiger Selig \| Bora-Hansgrohe \| + 0 s \| \| \| 7.º \| Maxence Moncassin \| Amore & Vita-Prodir \| + 0 s \| \| \| 8.º \| John Degenkolb \| Trek-Segafredo \| + 0 s \| \| \| 9.º \| Boris Vallée \| Wanty-Gobert \| + 0 s \| \| \| 10.º \| José Joaquín Rojas \| Movistar Team \| + 0 s \| \| |                    |                            |                 |
| |                    |                            |                 |
| Fuente: ProCyclingStats |                    |                            |                 |
| Clasificación general |                    |                            |                 |
| Ciclista | Ciclista           | Equipo                     | Tiempo          |
| 1.º | Marcel Kittel      | Katusha-Alpecin            | 3 h 45 min 23 s |
| 2.º | Timothy Dupont     | Wanty-Gobert               | + 0 s           |
| 3.º | Hugo Hofstetter    | Cofidis, Solutions Crédits | + 0 s           |
| 4.º | Christophe Noppe   | Sport Vlaanderen-Baloise   | + 0 s           |
| 5.º | André Greipel      | Arkéa-Samsic               | + 0 s           |
| 6.º | Rüdiger Selig      | Bora-Hansgrohe             | + 0 s           |
| 7.º | Maxence Moncassin  | Amore & Vita-Prodir        | + 0 s           |
| 8.º | John Degenkolb     | Trek-Segafredo             | + 0 s           |
| 9.º | Boris Vallée       | Wanty-Gobert               | + 0 s           |
| 10.º | José Joaquín Rojas | Movistar Team              | + 0 s           |

## UCI World Ranking
El Trofeo Playa de Palma-Palma otorgó puntos para el UCI World Ranking para corredores de los equipos en las categorías UCI WorldTeam, Profesional Continental y Equipos Continentales. Las siguientes tablas son el baremo de puntuación y los corredores que obtuvieron puntos:
| Posición   | 1.º | 2.º | 3.º | 4.º | 5.º | 6.º | 7.º | 8.º | 9.º | 10.º | 11.º | 12.º | 13.º-15.º | 16.º-25.º |
| Puntuación | 125 | 85  | 70  | 60  | 50  | 40  | 35  | 30  | 25  | 20   | 15   | 10   | 5         | 3         |

| Clasificación |                    |                            |        |
| Posición      | Ciclista           | Equipo                     | Puntos |
| ------------- | ------------------ | -------------------------- | ------ |
| 1.º           | Marcel Kittel      | Katusha-Alpecin            | 125    |
| 2.º           | Timothy Dupont     | Wanty-Gobert               | 85     |
| 3.º           | Hugo Hofstetter    | Cofidis, Solutions Crédits | 70     |
| 4.º           | Christophe Noppe   | Sport Vlaanderen-Baloise   | 60     |
| 5.º           | André Greipel      | Arkéa Samsic               | 50     |
| 6.º           | Rüdiger Selig      | Bora-Hansgrohe             | 40     |
| 7.º           | Maxence Moncassin  | Amore & Vita-Prodir        | 35     |
| 8.º           | John Degenkolb     | Trek-Segafredo             | 30     |
| 9.º           | Boris Vallée       | Wanty-Gobert               | 25     |
| 10.º          | José Joaquín Rojas | Movistar                   | 20     |